# Meriania acida
Meriania acida là một loài thực vật có hoa trong họ Mua. Loài này được (Markgr.) Wurdack mô tả khoa học đầu tiên năm 1976.